# Nerkin Sasnaschen
Nerkin Sasnaschen (armenisch Ներքին Սասնաշեն; früher Nerkin Karakojmas und Nerkin Sassunaschen) ist ein Dorf in der Provinz Aragazotn in Armenien. Hier befinden sich die Ruinen eines armenischen Klosters aus dem 7. Jahrhundert. Nach dem Abschuss einer US-amerikanischen Hercules 1958 schlug die Maschine hier auf.

## Geografie
Nerkin Sasnashen liegt 14 km von der Kreisstadt Talin, 40 km von der Bezirksstadt Aschtarak und 65 km von der Hauptstadt Jerewan entfernt.
Es herrscht gemäßigtes Gebirgsklima. Die Winter sind streng, mit kalter, stabiler Schneedecke. Die Sommer sind heiß und relativ feucht. Die durchschnittliche Temperatur im Juli schwankt zwischen 16 und 18 °C und im Januar zwischen −6 und −8 °C. Der jährliche Niederschlag beträgt 450 bis 600 mm.
Das Dorf hat 326 Haushalte. Es gibt eine nach dem armenischen Künstler und Wissenschaftler Henrik Howhannisjan benannte Sekundarschule, eine Bibliothek, einen Kindergarten, eine Gesundheitsstation und ein Gemeindezentrum.
Es gibt keine Industrie. Die meisten Einwohner arbeiten in einer landwirtschaftlichen Genossenschaft. Die landwirtschaftlich genutzten Flächen werden überwiegend als Weiden (80 %), Ackerland und Grasland genutzt. Es werden Gemüse, Getreide und Futterpflanzen angebaut. Die meisten landwirtschaftlichen Nutzpflanzen dienen der Viehzucht. Es werden Rinder und Geflügel gezüchtet.
Die Gemeinde ist arm. 2017 stammten 80 % des Gemeindebudget aus dem staatlichen Finanzausgleich.

## Geschichte

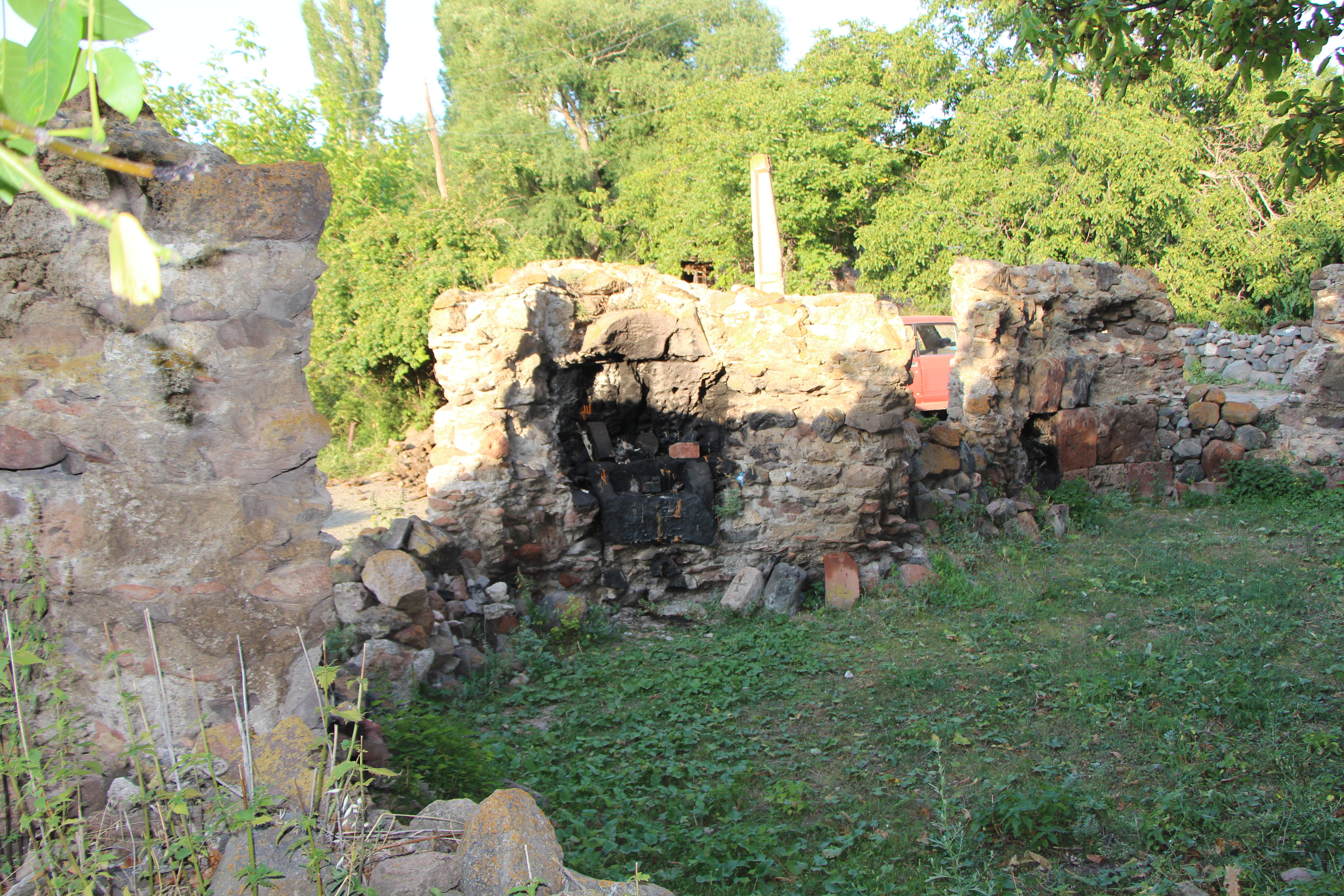
Reste der armenischen Kirche aus dem 7. Jahrhundert

Im Dorf befinden sich die Ruinen eines armenischen Klosters aus dem 7. Jahrhundert.
Während des Völkermords an den Armeniern wurden zwischen 1915 und 1918 einheimische Aserbaidschaner und Juden vertrieben und aus den Gegenden der jetzt türkischen Städte Sason, Muş und Hınıs vertriebene Armenier angesiedelt. Anfang des 20. Jahrhunderts wurde eine zweite Kirche errichtet. 1946 erhielt das Dorf den heutigen Namen.
Nach dem Abschuss einer Hercules der US-Luftwaffe durch sowjetische MiG-17 stürzte das Flugzeug am 2. September 1958 im Dorf ab. Alle 17 Besatzungsmitglieder starben. Im Ort gibt es einen Gedenkobelisken für dieses Ereignis.

## Einwohnerentwicklung
| Jahr          | 1831 | 1873 | 1897 | 1922 | 1926 | 1931 | 1939 | 1959 | 1970 | 1979 | 1989 | 2001  | 2004 | 2011  |
| Einwohnerzahl | 49   | 265  | 233  | 345  | 362  | 452  | 668  | 750  | 901  | 877  | 1032 | 999   | 1093 | 904   |
| Quelle        |      |      |      |      |      |      |      |      |      |      |      | [ 4 ] |      | [ 5 ] |